# 고대 카르타고
카르타고(Qart-ḥadašt)는 기원전 814년경에 현재의 튀니지 영토에 세워진 북아프리카의 도시국가 카르타고를 중심으로 발전한 셈족 문명이다. 처음에는 페니키아 도시국가 티레의 종속지역이었으나 기원전 650년경에 독립하여 지중해·북아프리카·이베리아 반도에 걸쳐 페니키아계 정착지들 사이의 패권을 쟁취했으며, 기원전 3세기 말엽까지 패권을 유지하였다. 발전의 절정기에는 지중해 서부 대부분의 지역에 영향력을 끼치는 상업적 정치적 중심지였다.
카르타고 문명은 존속기간 내내 시칠리아의 그리스인들 및 로마 공화국과 갈등관계에 있었으며, 그로 인해 로마-카르타고 전쟁·포에니 전쟁을 치렀다. 또한 카르타고가 세워진 지역에 원래 살고 있던, 다루기 힘든 민족인 베르베르인들 역시 관리해야 했다. 기원전 146년, 제3차 포에니 전쟁 종전 이후 카르타고는 파괴되고 로마에 흡수되었다. 카르타고가 소유하고 있던 페니키아계 도시국가들과 식민지들 역시 고스란히 로마의 손아귀로 굴러떨어졌다.

## 군사
폴리비우스에 따르면 카르타고는 전적으로는 아니지만, 특히 해외에서의 전쟁에서 용병에 극도로 의존했다고 한다. 그들 군대의 핵심은 북아프리카의 자국령 출신들이였다 (인종적으로 리비아인, 누미디아인 (오늘날 알제리 북부)들과 더불어 “리비페니키아인”들) 이 병력들은 다른 민족들이나 그들 고유의 장비를 갖추고 지중해 건너 다른 지역에서 온 용병들의 지원을 받았는데; 켈트인, 발레아레스인, 이베리아인들이 대게 보통이였다. 바르카 가문이 이베리아를 정복한 이후로, 이베리아인들은 카르타고군의 더 많은 부분을 치지했다.

## 같이 보기
- 카르타고
- 카르타고의 통화
- 카르타고령 이베리아
- 카르타고의 역사
- 튀니지의 역사